# Juarina
Juarina là một đô thị thuộc bang Tocantins, Brasil. Đô thị này có diện tích 481,046 km², dân số năm 2007 là 2141 người, mật độ 4,45 người/km².